# Wattasidi
I Wattasidi (in arabo الوطاسيون‎?, al-Waṭṭāsiyyūn) furono una dinastia berbera che regnò sul Marocco tra il XV e il XVI secolo.
Esattamente come i loro predecessori Merinidi (a cui usurparono il trono) erano di etnia berbera zanata. I Merinidi e i Wattasidi erano due famiglie legate tra loro, difatti molti sultani merinidi nominarono loro visir membri della famiglia wattaside.

Gli Wattasidi presero il potere dopo che l'ultimo sultano merinide Abu Muhammad Abd al-Haqq II (che aveva massacrato diversi membri della famiglia wattaside) venne ucciso durante una rivolta popolare scaturita nella città di Fès nel 1465. La rivolta era scoppiata perché il sultano merinide aveva nominato come visir Haron ben Batash, un ebreo.
Muhammad al-Shaykh al-Wattasi fu il primo sultano wattaside, ma controllò solo la parte settentrionale del Marocco: il sud era suddiviso in diversi principati.

I Wattasidi persero definitivamente il potere nel 1554, dopo la battaglia di Tadla: nella battaglia furono sconfitti dalla dinastia Sa'diana, che successivamente prese il potere in tutto il Marocco.

## Panoramica
Il Marocco tra la fine del XV e l'inizio del XVI secolo era in crisi sotto il profilo politico, sociale, economico e culturale. La crescita della popolazione era stagnante ed i tradizionali redditizi commerci con l'Africa subsahariana erano fermi.
In una simile condizione di stallo, approfittando inoltre dell'instabilità politica, i portoghesi occupano i principali porti marocchini. Allo stesso periodo le città erano impoverite e risentivano di un certo declino culturale.

## Storia
Il Marocco era in queste condizioni critiche quando la dinastia berbera degli Wattasidi assunse il potere. Mentre i governanti precedenti, i Merinidi, respinsero efficacemente le invasioni portoghesi e spagnole e aiutarono il Sultanato di Granada a sopravvivere alla Reconquista, i Wattasidi presero il potere attraverso manovre politiche. Quando i Merinidi divennero consapevoli della cospirazione wattaside, li massacrarono, lasciando in vita solo Abu Abd Allah al-Shaykh Muhammad ibn Yahya. Egli fondò il Regno di Fès.
I governanti wattasidi non riuscirono a proteggere il Marocco dalle incursioni straniere, quindi i Portoghesi aumentarono la loro presenza sulla costa africana. Il figlio di Muhammad al-Shaykh al-Wattasi, Muhammad al-Burtughali, tentò di conquistare Assilah e Tangeri nel 1508, 1511 e 1515, ma fallì.
Nel sud, sorse una nuova dinastia: i Sa'diani, che presero Marrakesh nel 1524 e ne fecero la loro capitale. I Sa'diani nel 1537 sconfissero i Portoghesi e riconquistarono Agadir, in questo modo divennero sempre più popolari. Il popolo tendeva a considerare i Sa'diani come eroi, rendendo più facile per loro la riconquista delle roccaforti portoghesi sulla costa, tra Tangeri, Ceuta e Mazagan.
I Sa'diani dichiararono guerra ai Wattasidi, che furono costretti a cedere loro il potere nella seconda metà del XVI secolo. Nel 1554, dopo che tutte le città in mano ai Wattasidi si arresero, il sultano wattaside Ali Abu Hassun riuscì a riprendere Fès per qualche tempo; i Sa'diani risolsero rapidamente la questione sconfiggendolo e uccidendolo, gli ultimi membri della dinastia wattaside cercarono di fuggire dal Marocco via mare: anche loro però perirono, uccisi da pirati.
I Wattasidi non riuscirono a fare molto per migliorare le condizioni generali del Marocco dopo la Reconquista della Spagna. Fu necessario attendere la dinastia Sa'diana per poter ristabilire l'ordine e frenare le mire espansionistiche dei regni della penisola iberica.
Durante il periodo di governo di questa dinastia in Marocco si riversarono decine di migliaia di ebrei sefarditi e moriscos musulmani in fuga dalla Spagna e dal Portogallo.

## La dinastia

### Visirwattasidi
- 1420-1448: Abu Zakariyya Yahya al-Wattasi
- 1448-1458: Ali ibn Yusuf
- 1458-1459: Yahya ibn Abi Zakariyya

### Sultani wattasidi
- 1472-1504: Abu Abd Allah al-Shaykh Muhammad ibn Yahya
- 1504-1526: Abu Abd Allah Muhammad al-Burtughali
- 1526-1526: Abu Hassun Ali ibn Muhammad
- 1526-1545: Abu l-Abbas Ahmad ibn Muhammad
- 1545-1547: Nasir al-Din al-Qasri Muhammad ibn Ahmad
- 1547-1549: Abu l-Abbas Ahmad ibn Muhammad
- 1554-1554: Abu Hassun Ali ibn Muhammad